# Team Sleep
Team Sleep fue una banda estadounidense de música experimental formada en 2000 en Sacramento, California, por Chino Moreno, como proyecto paralelo a Deftones.

## Biografía
Mientras Chino Moreno y su banda, Deftones, grababan su tercer álbum, White Pony, la idea de Chino de crear un proyecto alternativo iba cobrando fuerza. Muy influenciado por músicas experimentales y la música oscura de The Cure en los años 80, el líder de Deftones fundó en 2000 Team Sleep, una banda con la que poder plasmar esas influencias. Ya con Deftones dio un giro al nu metal que venía surgiendo en los comienzos de los 90 con bandas como Limp Bizkit o Korn, dando un toque experimental y alternativo al metal, creando una tendencia totalmente distinta en ese género y un sonido Deftones completamente reconocible por el público.
La música experimental que Chino Moreno escuchaba las introdujo en Deftones, en temas como Teenager, Lucky You, Simple Man o No Ordinary Love, canciones que recomiendan sus fanes a los que desean saber más o introducirse en la música de Team Sleep.

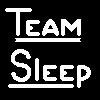
logo de team sleep

Aparte de Moreno, Team Sleep lo forman Todd Wilkinson, DJ Crook, Rick Verrett y Zach Hill. Wilkinson es un amigo de la infancia de Moreno y Crook es un turntablista que ha colaborado con diversas bandas de hip-hop americanas. La banda comienza la grabación de varias canciones que circularon por internet y en las que cuentan con ilustres colaboraciones como Melissa Auf der Maur (ex-bajista de Hole y The Smashing Pumpkins) y Mike Patton (vocalista de la  banda Faith No More). Participan en The Matrix Reloaded: The Album, la banda sonora de la película The Matrix Reloaded, con el tema The Passportal.
Finalmente, el 10 de mayo de 2005 la banda lanza su primer disco mediante Maverick Records, autotitulado Team Sleep. En el disco final, fueron desechadas 'Mercedes,' 'Apollonia,' 'Natalie Portman,' 'Iceache,' 'Death by Plane,' 'Solid Gold,' 'Acoustic One,' y 'Kool-Aid Party', canciones grabadas en los comienzos y que muchas de ellas circularon por internet.
Los últimos proyectos conocidos hasta la fecha consisten en una serie de demos publicadas en el MySpace de la propia banda, en las cuales se aprecia mayor nivel de experimentación influenciada por la música electrónica, sin abandonar la instrumentación con el rock experimental.
El 20 de agosto de 2014, la banda anunció que comenzarán a trabajar en su segundo proyecto.

## Discografía
- Off the Record - (2001)
- Demos 2005
- Team Sleep - (2005)
- Demos 2006
- Broyhill Demos - (2007)
- Woodstock Sessions, Vol. 4  - (2015)